# 大唇布瓊麗魚
大唇布瓊麗魚，為輻鰭魚綱鱸形目隆頭魚亞目慈鯛科的其中一種，分布於南美洲Ucayali河流域，體長可達5.5公分，棲息在流動緩慢的溪流，生活習性不明。

## 擴展閱讀
維基物種上的相關：大唇布瓊麗魚